# Leptonema serranum
Leptonema serranum är en nattsländeart som beskrevs av Navás 1933. Leptonema serranum ingår i släktet Leptonema och familjen ryssjenattsländor. Inga underarter finns listade i Catalogue of Life.